# Generalização existencial
Na lógica de predicados, a generalização existencial (∃I, também chamada como introdução existencial) é uma regra de inferência válida que permite passar de uma instância, ou um enunciado especifico, para um enunciado generalizador quantificada, ou proposição existencial.   Na lógica de primeira ordem, é frequentemente utilizada a regra para o quantificador existencial (∃) em provas formais.
Exemplo: "Rover ama abanar sua cauda. Logo, algo gosta de abanar a cauda."
Em notação Fitch:
{\displaystyle Q(a)\to \ \exists {x}\,Q(x)}
Substituir por 'a', todas as instâncias de x dentro de Q(x).

## Quine
Instanciação universal e Generalização Existencial, são dois aspectos de um único principio, para ao invés de dizer que  "∀x x=x" implica "Sócrates=Sócrates", nós poderíamos assim dizer que a contradição "Sócrates≠Sócrates" implica "∃x x≠x". O principio personificado nessas duas operações é a ligação entre quantificações e os enunciados únicos que estão relacionados a eles como exemplos. No entanto é um principio somente por cortesia. Isso ocorre somente no caso onde há denominações nos termos, e adiante, por referência.[4]